# سوق الخياطين
سوق الخياطين هو أحد أسواق دمشق عاصمة سوريا، بني في العهد العثماني، يقع سوق الخياطين بين سوق مدحت باشا وسوق الحرير، شرقي محلة الحريقة، يحتوي السوق على المدرسة النورية الكبرى وقبر السلطان نور الدين الشهيد، كانت تباع فيه الاجواخ والمنسوجات في العهد العثماني، أما اليوم فهو خليط من متاجر بيع الخيوط الحريرية والصوفية ولوازم الخياطة النسائية وحقائب اليد والملبوسات الشعبية الجاهزة.